# Klatovy II
Klatovy II (Pražské Předměstí) jsou část města Klatovy ve stejnojmenném okrese v Plzeňském kraji. Nachází se na severozápadě Klatov. Klatovy II leží v katastrálním území Klatovy o výměře 27,21 km².

## Historie
Klatovy II byly klatovskou částí v letech 1850–1879. Znovu se jí staly v letech 1900–1920 a podruhé 1. října 1980.

## Obyvatelstvo
| Rok            | 1869  | 1880 | 1890  | 1900  | 1910  | 1921 | 1930  | 1950 | 1961 | 1970  | 1980  | 1991  | 2001  | 2011  | 2021  |
| -------------- | ----- | ---- | ----- | ----- | ----- | ---- | ----- | ---- | ---- | ----- | ----- | ----- | ----- | ----- | ----- |
| Počet obyvatel | 1 645 | 0    | 2 122 | 2 691 | 3 299 | 0    | 3 634 | 0    | 0    | 3 637 | 5 618 | 5 449 | 5 813 | 5 496 | 4 731 |
| Počet domů     | 151   | 0    | 154   | 166   | 179   | 200  | 277   | 0    | 0    | 404   | 495   | 566   | 600   | 645   | 653   |

## Fotogalerie

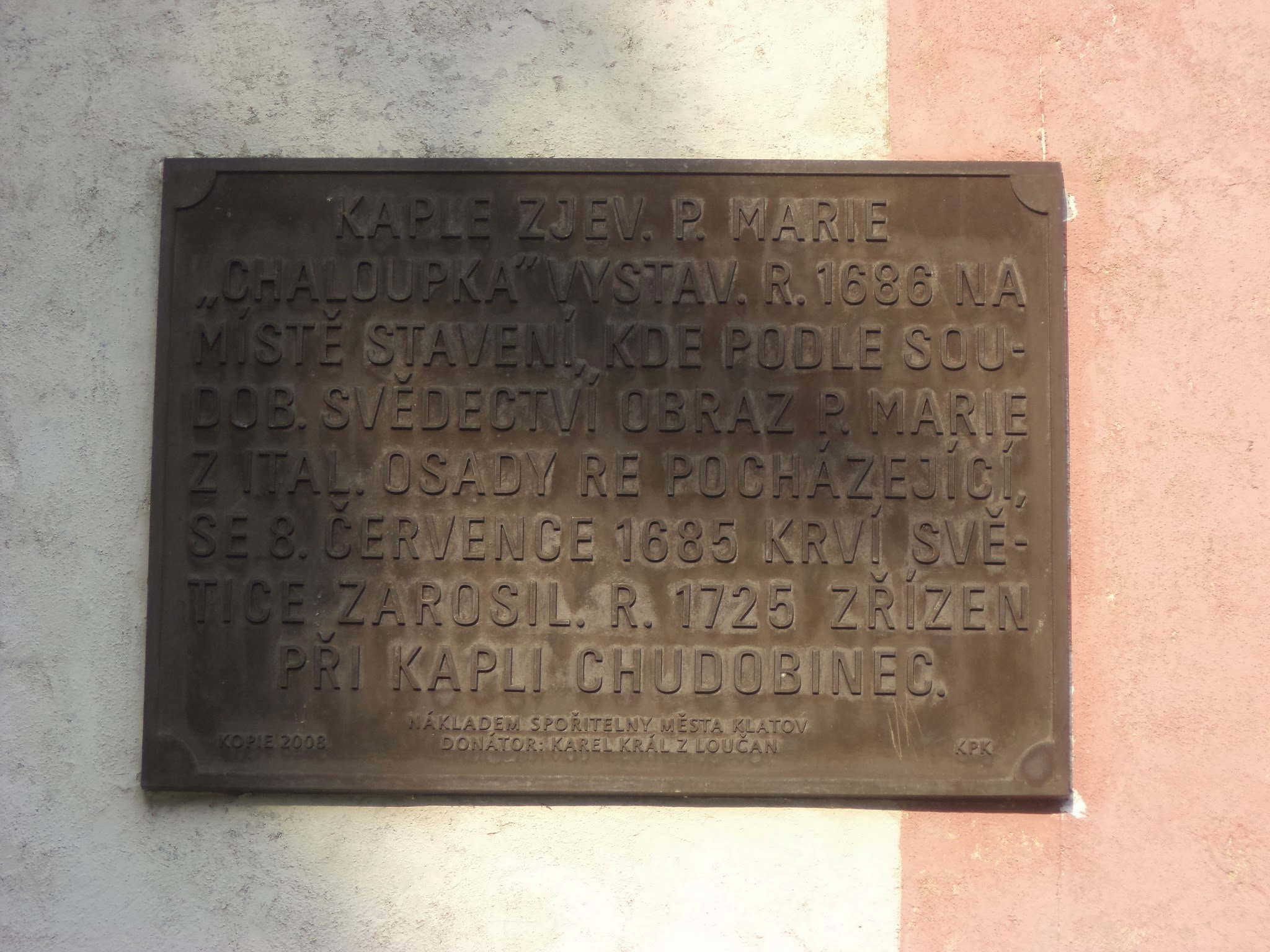
Pamětní deska na Kapli Zjevení Panny Marie
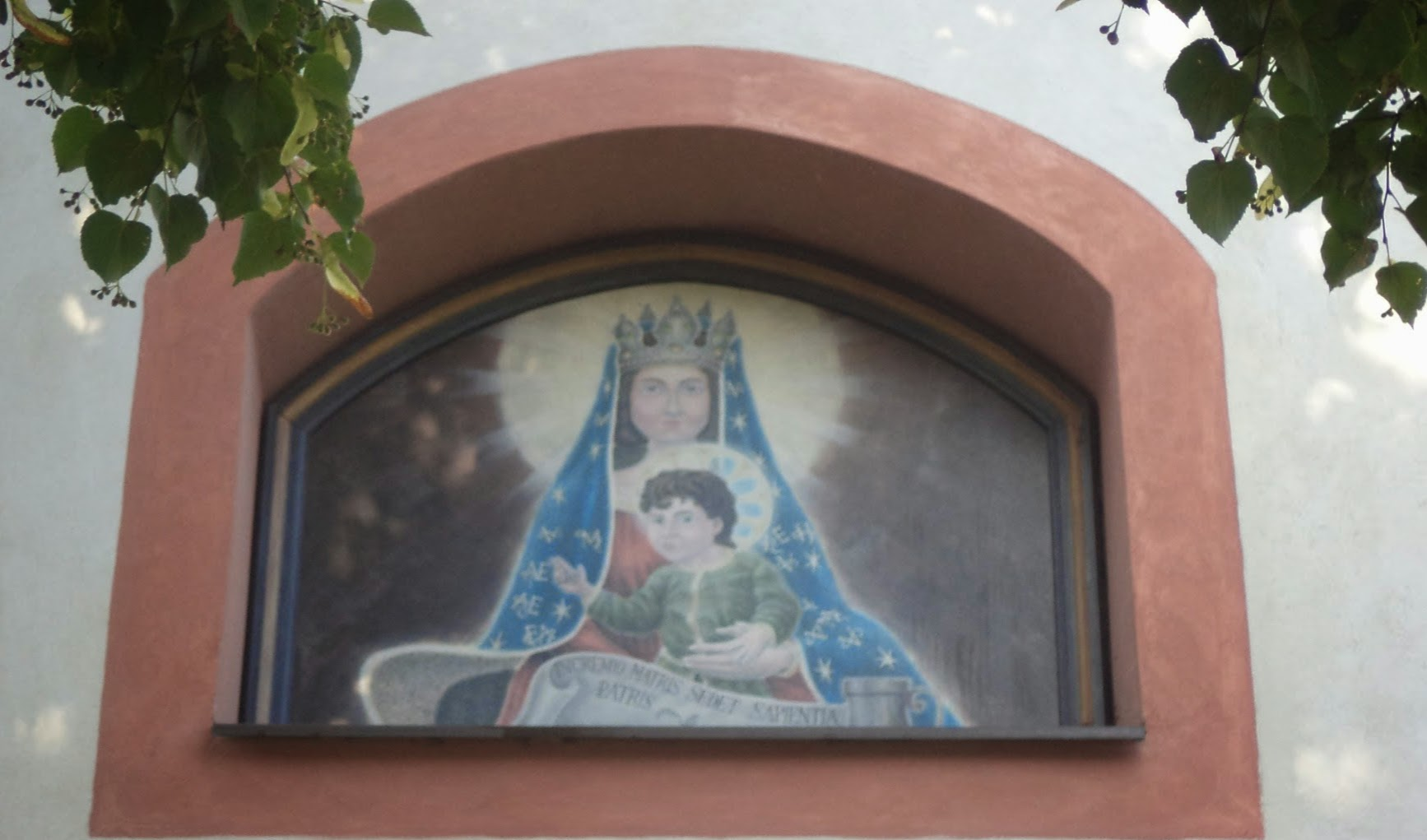
Malba nad vchodem Kaple Zjevení Panny Marie
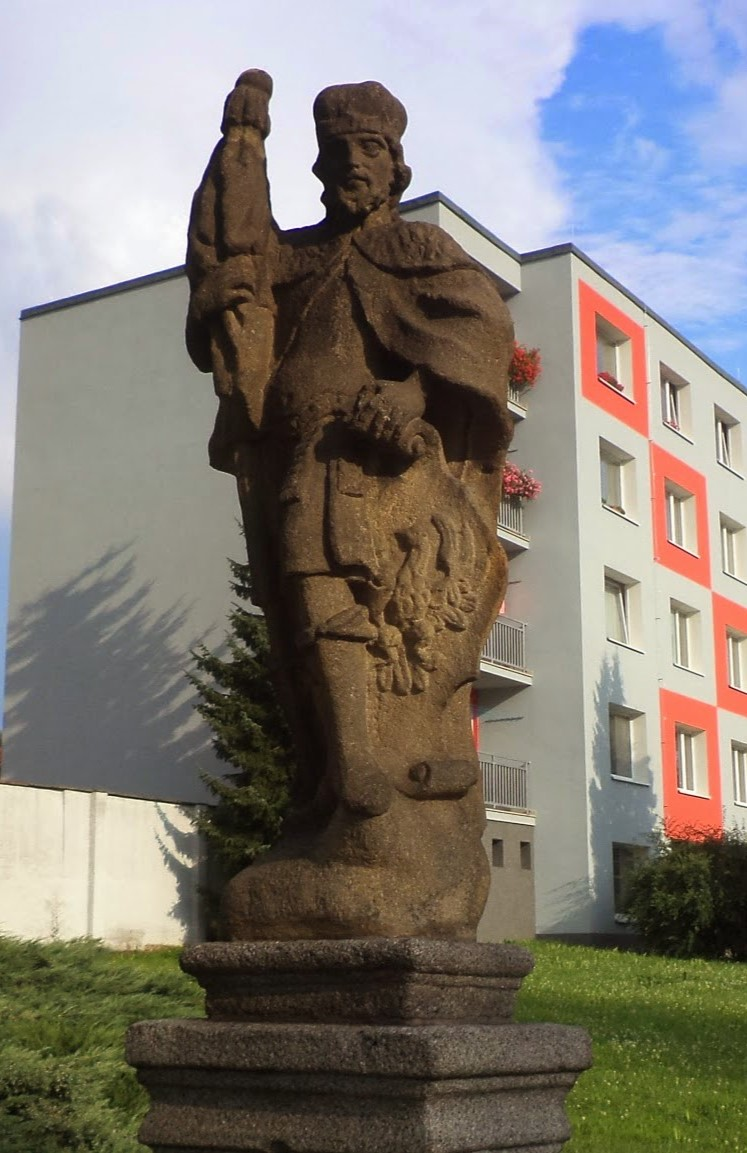
Jedna ze soch u kaple